# FV 438 Swingfire
Der FV 438 Swingfire ist ein Jagdpanzer der Zeit des Kalten Krieges aus britischer Produktion. Er gehört zur Familie der FV-430-Serie.
Als in den 1970er-Jahren die ersten Fahrzeuge an die britische Armee ausgeliefert wurden, wurden diese in speziellen Jagdpanzereinheiten innerhalb der Royal Artillery eingesetzt. In den 1980er-Jahren wurde diese Einheit in Royal Armoured Corps umbenannt. Ein Regiment verfügte über neun FV-438-Swingfire-Panzer.
Der FV 438 basiert im Wesentlichen auf dem Transportpanzer FV 432, ist aber mit zwei Startern für die Panzerabwehrrakete Swingfire ausgestattet. Insgesamt konnte der FV 438 14 Flugkörper mitführen. Das Nachladen war vom Inneren des Panzers aus möglich.